# Pierre Jean Laurent
Pierre Jean Laurent, född 24 mars 1758, död 23 maj 1831, var en dansk balettmästare och balettkoreograf. 
Han var engagerad vid kungliga danska baletten 1771-1777, och därefter engagerad i Paris och Marseilles, innan han år 1799 återvände till Danmark. Han var balettmästare vid den danska baletten mellan 1799 och 1831. 